# Idrogeno kaonico
L'idrogeno kaonico è un atomo esotico costituito da un kaone carico negativamente orbitante intorno a un protone. È studiato principalmente per comprendere le interazioni kaone-nucleone e per testare la cromodinamica quantistica.

## Storia
Questo atomo esotico venne avvistato per la prima volta nel 1997 al Kō Enerugī Kasokuki Kenkyū Kikō (KEK) di Tsukuba in Giappone, attraverso il suo spettro a raggi X.
Successivamente, sono stati condotti studi più dettagliati al DAFNE di Frascati in Italia. Nell'esperimento DAFNE Exotic Atoms Research (DEAR), i kaoni erano prodotti tramite il decadimento di un mesone phi creto alla fabbrica φ del DAFNE. L'idrogeno kaonico era creato in collisioni a bassissima energia tra kaoni negativi e protoni. L'esperimento studiò i raggi X della serie K dell'idrogeno kaonico.

## Caratteristiche
Diversamente dall'atomo di idrogeno, in cui l'elettrone e il protone interagiscono soltanto attraverso l'elettrodinamica quantistica, i kaoni e protoni dell'idrogeno kaonico interagiscono anche tramite l'interazione forte. Questa interazione provoca uno spostamento dei livelli energetici, misurato con precisione nel 2011 dall'esperimento SIDDHARTA al DAFNE.
Spostamento: {\displaystyle \epsilon _{1s}=-283\pm 36(stat)\pm 6(sist)\ eV}
Larghezza: {\displaystyle \Gamma _{1s}=541\pm 89(stat)\pm 22(sist)\ eV}